# Універсальна газова стала
Універсальна газова стала — константа, що дорівнює роботі розширення одного моля ідеального газу в ізобаричному процесі при збільшенні температури на 1 К. Позначається латинською буквою R.
У Міжнародній системі одиниць (SI) універсальна газова стала дорівнює точно
R = 8,31446261815  Дж⁄(моль∙К).
Її значення пов'язане зі сталою Больцмана співвідношенням:
{\displaystyle R=N_{A}k_{B}\,}
де {\displaystyle N_{A}} — число Авогадро.

## Форми запису рівняння стану ідеального газу й визначення сталих
Експериментально визначені рівняння стану класичного ідеального газу мають вигляд
{\displaystyle PV=MR_{i}T\,},
де P — тиск; V — об'єм, Т — температура; M — маса газу, а Ri — певна, характерна для кожного газу, стала, яка отримала назву індивідуальної газової сталої.
Це рівняння можна записати також у вигляді
{\displaystyle PV=nRT={\frac {M}{\mu }}RT},
де n —кількість речовини, {\displaystyle \mu } — молярна маса, а R називається універсальною газовою сталою.
Це рівняння відоме під назвою рівняння Менделєєва-Клапейрона.
У фізиці рівняння стану однокомпонентного ідеального газу записують як
{\displaystyle PV=Nk_{B}T\,},
де {\displaystyle k_{B}} — стала Больцмана, а N — число молекул газу.

## Індивідуальна газова стала
Індивідуальні газові сталі для різних ідеальних газів зв'язані з універсальною газовою сталою R співвідношенням
{\displaystyle R_{i}={\frac {R}{\mu }}\,},
де μ — молярна маса.
Rповітря =287,2 Дж/(кг•К).

## Виноски
1. ↑  Encyclopædia Britannica
2. 1 2 3 4  9-37.1 // Quantities and units — Part 9: Physical chemistry and molecular physics — 2 — ISO, 2019. — 17 p.